# Арнольди, Вильгельм
Вильгельм Арнольди (нем. Wilhelm Arnoldi; 1798—1864) — епископ Трирский с 1842 по 1864 год.

## Биография
Родился 4 января 1798 года в городе Бадеме, учился в соборной школе, потом в гимназии и духовной семинарии в Трире.
В 1821 году получил сан священника, был профессором еврейского языка и духовного красноречия в семинарии.
В 1826 году служил священником Лауфельдского прихода в Эйфеле; с 1834 года был настоятелем Трирского собора и влиятельным советником епископа Гоммера, которого он успел отклонить, когда тот был уже на смертном одре, от сделки с правительством относительно смешанных браков, сделки, не одобряемой Ватиканом. Поэтому, когда Вильгельм Арнольди был избран епископом по смерти Гоммера в 1839 году, правительство не утвердило его; однако после многократных избраний, 18 сентября 1842 года, было вынуждено согласиться с этим выбором.
В Трирской духовной семинарии он ввёл реформы в ультрамонтанском духе, в Трире же устроил семинарию для мальчиков сообразно с постановлениями Тридентского собора и основал целый ряд монастырей.
Выставкой одежды Иисуса Христа без швов в 1844 году он привлёк в Трир множество любопытных и вместе с тем возбудил сильное раздражение. Примерно полтора миллиона католиков устремилось на эту выставку в Трир, но, тем не менее, даже среди самых католиков это вызывало открытое неудовольствие и много содействовало развитию немецко-католического движения, во главе которого стоял Иоганн Ронге.
Скончался в результате инсульта 7 января 1864 года в Трире.